# Клес Роламб
Клес Роламб (швед. Claes Rålamb; 8 травня 1622—14 березня 1698) — шведський державний діяч. Управитель графства Уппланд (з 1660), член Королівської ради (з 1664), обер-управитель Стокгольма (1673—1678). Посол Швеції в Османській імперії (1657-1658).

## Книга костюмів Роламба
«Книга костюмів Роламба» — невелика книга з ілюстраціями костюмів мешканців Османської імперії. Складена до 1657 року. Містить 121 мініатюру, написану індійським чорнилами та гуашю. Серед ілюстрації - костюми придворних, чиновників, ремісників, представників різних національностей. Придбана Клесом Роламбом під час його перебування у Стамбулі. Зберігається в Шведській королівській бібліотеці з 1886 року під номером: Cod.Rål. 8:o nr 10.

### Галерея
|  | |  |  | |
|  | 1. Chiaus Passi Чавуш-баши — голова гінців чавушів. |  |  | 2. Imperatore Султан (Padishah) — падишах, султан, халіф, правитель Османської імперії. 18-річний Мехмед IV, син української наложниці, на троні у супроводі євнуха-негра і двох пажів. Султанський тюрбан прикрашає дорогоцінна пірїна прикраса (сургуч) |
|  | 3. Silichtar aga. Leibknecht Командир зброєносців (Silâhtar aga) — султанський зброєносець, відповідав за особисту зброю султана та командував його особистими васалами. Носив червоний яничарський ковпак з шликом (берк). |  |  | 4. Keisarens Vexillifer Султанський прапороносець (Bayrakdar) |
|  | 5. La Regine Султанша (Hasseki Sultan) — головна дружина султана (хасекі-султан), улюблена наложниця, що народила йому первістка.                                                                                           |  |  | 6. Turca Туркеня. |
|  | 7. Nalin Придворна пані в купальному костюмі (налін). |  |  | 8. Turca Туркеня. |
|  | 9. Donna - Keis. dame Пані з султанського двору, що курить довгу люльку. |  |  | 10. Turka sentata Туркеня, що сидить. Придворна пані з глечиком і келиком у руках. |
|  | 11. Den som har falsk wicht Той, хто шахраював на вагах. Покарання нечесного купця. |  |  | 12. "Förärar frucht åt viziren" Носій фруктів для візира. Окрім страв він тримає на таці троянди і виточнеі тюльпани, що були популярні на той час. |
|  | 13. Bär mat åth folket i Seraglien Носій харчів для людей в палаці (сараї). |  |  | 14. Sellier sur miölk Продавець молока. |
|  | 15. De som bära hufvuden till viziren af dem som de i kriget hafver ihiälslagit Воїн, що несе голову убитого ворога до візира.                                                                                              |  |  | 16. Cellat Кат (челлат) у східноєвропейському або татарському костюмі, з палею. |
|  | 17. Bär watn i divanen Водонос Дивану (Державної Ради). |  |  | 18. Baltagi delli desme Лісоруб (Baltici) — наглядачі за дорогами, що також були вартовими палацу. Проте на малюнку зображено радше водоноса (sakkâ). |
|  | 19. Barber Цирульник. Позаду нього помічник та ємкості з водою, що висять на горизонтальній планці. |  |  | 20. Armenien Вірменин. |
|  | 21. Femme Armenienne Вірменка. |  |  | 22. Avuczij Мисливець (Avcus) — ловці звірини й влучні стрільці, з яких формувалися спеціальні підрозділи в Османському війську. |
|  | 23. Boklusi Passar tienare medh Bastonen Підмітальник вулиць (Bokçu basi). Підпис до малюнку говорить, що це двірник, але знаряддя вказують, що це ліхтарник.                                                               |  |  | 24. Baltagii Вартовий (Baltagii). Одягнений у яничарську форму та шкіру леопарда. |
|  | 25. Yeniçeri Яничар. |  |  | 26. Bogdan Молдаванин. |
|  | 27. Belickhoban der som achtar Kejsarens fää Бейський чабан (Beylik çoban) охороняє султанські отари. |  |  | 28. Bassa in Guerra Паша на війні. |
|  | 29. Bey di Rumelia Румелійський бей. |  |  | 30. Bostangij Bassa Бостанджи-баши (Bostanci basi) — командир лейб-гвардійців султана (бостанджи). Контролював води і берега Босфору, а також державну поліцію, що займалася чистками серед високопосадовців.                                             |
|  | 31. Bostangij Бостанджи (Bostancı) — лейб-гвардійці султана. Дослівно: «садівники». |  |  | 32. Scrivano de li Båstangi Писар лейб-гвардійців (бостанджи). |
|  | 33. Chiaia di Achiamoglani Старшина новобранців (Acemioglanlar kâhyasi) — командир хлопчиків-новобранців (аджемі оглан) Палацової школи, що згодом ставали яничарами.                                                       |  |  | 34. Coquo Кухар. |
|  | 35. Mutus precipuus imperatoris Німий гонець (Dilsiz) — султанський слуга, його приватний посланець. |  |  | 36. Cebeci Зброяр (джебеджі). Яничарський загін зброярів використовуася для виготовлення та транспортування зброї, а також для підтримання правопорядку довкола Ая-Софії .                                                                                |
|  | 37. Cap Agas, Isolarens commendant, snopter Головний білий євнух (капи-агаси) — наглядач султанського палацу, командувач пажеського корпусу, довірена особа султана.                                                        |  |  | 38. Tatar Han Татарський хан. |
|  | 39. Civis Constant. Міщанин Стамбула (Константинополя). |  |  | 40. Nakib Effendi Накіб оль-ешраф (Nakib-ül-esraf) — голова нащадків Пророка Мухаммеда, що становили окрему касту й мали привілей носити зелені тюрбани.                                                                                                  |